# Bursting Out (película)
Bursting Out es una película dramática nigeriana de 2010 dirigida por Desmond Elliot y protagonizada por Majid Michel, Genevieve Nnaji y Desmond Elliot. Se estrenó en Odeon Cinema, Greenwich, Londres el 29 de octubre de 2010.

## Sinopsis
Zara Williams (Genevieve Nnaji) es una mujer soltera y adicta al trabajo sin tiempo para dedicarle al amor. Aunque sus amigos la engañan para conocer a un chico, la cita no sale según lo esperado.

## Elenco
- Genevieve Nnaji como Zara Williams
- Majid Michel como Tyrone
- Desmond Elliot
- Susan Peters como Ebiere
- Omoni Oboli como Ini
- Nse Ikpe Etim como Tina
- Uti Nwachukwu
- Ime Bishop Imoh como Daniel

## Recepción
Nollywood Reinvented le otorgó una calificación de 3 estrellas y comentó sobre la previsibilidad del final de la película, debido a su género. NollywoodForever estuvo de acuerdo en que la trama era formulada, pero le dio una calificación del 76% debido a la alta calidad de los valores de producción, cinematografía y actuación.